# Al-Murshid Billah
Al-Murshid Billah (en arabe : المرشد بالله) (né en 1021 et mort en 1105) est un imam chiite zaïdite de Gorgan, dans le Daylam, auteur de plusieurs ouvrages religieux dont des recueils de ahadith reconnus par les zaïdites. Son nom complet était Yahyā bin al-Husayn bin Ismāʻīl bin Zayd al-Hasanī ash-Shajarī al-Jorjānī (en arabe : يحيى بن الحسين بن إسماعيل بن زيد الحسني الشجري الجرجاني).

## Documentation
- (ar) H̱ayr al-Dīn al-Ziriklī (it), « المُرْشِد بالله », dans Al-Aʿlām (ar), t. 8, Beyrouth, Dar El Ilm Lilmalayin,‎ 2002 (BNF 40195264, lire en ligne), p. 141.